# Gannett Peak

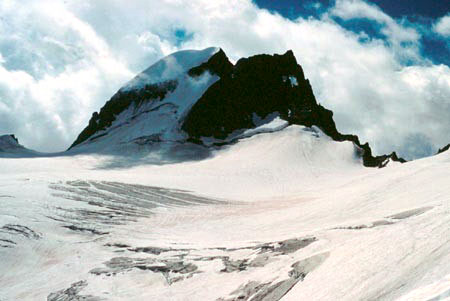
Gannett Peak med Gannettglaciären.

Gannett Peak är en bergstopp i Wind River Range i centrala delen av Klippiga Bergen i USA, på 4 209 meters höjd över havet, vilket gör den till Nordamerikas 75:e högsta bergstopp.. Toppen ligger i Fremont County nära gränsen mot Sublette County i delstaten Wyoming, och är delstatens och centrala Klippiga bergens högsta berg. Här löper även den nordamerikanska vattendelaren, så att vattnet på bergets östra och västra sidor rinner åt olika håll på den amerikanska kontinenten. Den närmaste högre bergstoppen i Klippiga Bergen är Longs Peak i Colorado.